# Iglesia de San Cosme y San Damián (Artaza)
La iglesia de San Cosme y San Damián es un edificio situado en la localidad española de Artaza, en la provincia de Álava.

## Descripción
El edificio se encuentra en la localidad española de Artaza, del municipio de Ribera Alta, perteneciente a la provincia de Álava, en la comunidad autónoma del País Vasco. Se menciona como iglesia parroquial del lugar en el segundo volumen del Diccionario geográfico-estadístico-histórico de España y sus posesiones de Ultramar de Pascual Madoz, donde aparece descrita con las siguientes palabras: «su igl. parr. (San Cosme y San Damian) es ant. de 1 sola nave formada de un arco continuado y sin artesonado: está servida por 1 cura beneficiado patrimonial, quien en union con 1 secular nombrado por el pueblo, administra el pósito monte-pio, llamado arca de misericordia, cuyo caudal está destinado al préstamo de grano para los pobres labradores». En el tomo de la Geografía general del País Vasco-Navarro dedicado a Álava y escrito por Vicente Vera y López, se dice lo siguiente: «Su iglesia, dedicada á San Cosme y San Damián, pertenece al arciprestazgo de La Ribera y depende de la parroquia de Barrón».